# Javorník, Jeseník
Javorník là một thị trấn thuộc huyện Jeseník, vùng Olomoucký, Cộng hòa Séc.